# Hemieuxoa acuta
Hemieuxoa acuta är en fjärilsart som beskrevs av Márton Hreblay och Plante. Hemieuxoa acuta ingår i släktet Hemieuxoa och familjen nattflyn. Inga underarter finns listade i Catalogue of Life.